# Bedi Mbenza
 (novembre 2023).
Hugues Bedi Mbenza est un footballeur international congolais, né le 11 septembre 1984 à Kinshasa. Il joue au poste de milieu de terrain.

## Biographie
Hugues commence le football en 2006, avec l'AC Mosi. En 2007, il rejoint le TP Mazembe. En 2009, il remporte la Ligue des Champions de la CAF et la Supercoupe de la CAF. Pendant la coupe du monde des clubs 2009, il marque un but contre Pohang Steelers sur une passe de Trésor Mputu. En 2010, il remporte la Ligue des champions contre l'Espérance de Tunis. En coupe du monde des clubs 2010, il marque à nouveau contre le CF Pachuca.
En 2011, il rejoint le club belge du RSC Anderlecht où il dispute 14 matchs.
En 2013, il rejoint le Club Africain de Tunisie pour lequel il joue 36 matchs et marque 2 buts.
En juin 2015, libre de tout contrat, il s'engage au FC Renaissance du Congo.
En 2017, il signe à l'AS Simba en renfort pour remettre l'équipe en division 1.

## Avec le TP Mazembe
Hugues Bedi Mbenza, est titularisé pour la finale de la Coupe du monde des clubs de la FIFA 2010 comme milieu relayeur et distributeur entre la défense et l'attaque dans une composition épique de l'entraineur Lamine N'Diaye de 1-4-5-1. Un match opposant le TP Mazembe de la République Démocratique du Congo au FC Internazionale Milano de l'Italie, ce dernier a vu les Congolais perdre par une note de 0 - 3 en faveur des Italiens, une défaite qui honore l'équipe de Hugues Bedi Mbenza pour cet exploit d'avoir le tout premier club africain d'accéder à la finale de la coupe du monde des clubs de la FIFA en 2010.

## Palmarès

### Prix et récompenses
- Champion de Belgique avec RSC Anderlecht en 2012
- Vainqueur de la Ligue des champions de la CAF en 2009 et 2010 avec le TP Mazembe
- Vainqueur de la Supercoupe de la CAF en 2009 et 2010 avec le TP Mazembe
- Champion de RD Congo en 2007,2009 et 2011 avec le TP Mazembe
- Vainqueur du Championnat d'Afrique des nations 2009 avec la RD Congo